# توم سافاج (شاعر)
توم سافاج (بالإنجليزية: Tom Savage)‏ هو شاعر أمريكي، ولد في 1948 في نيويورك في الولايات المتحدة.